# Sociedade Secreta
The Skulls (no Brasil e em Portugal Sociedade Secreta ) é um filme estado-unidense de 2000, dirigido por Rob Cohen e roteiro de John Pogue. 

## Sinopse
Luke McNamara (Joshua Jackson) um estudante Universitário de Yale que tem sua origem humilde. Sua vida começa a mudar quando lhe surge uma proposta de entrar para uma Sociedade Secreta, Skulls, sociedade secreta que tem bases antigas e que atualmente tem seu auge com ricos empresários que ajudam a manter a tradição dos Skulls. Tudo começa a mudar quando a Sociedade está ameaçada por Will Beckford (Hill Harper), melhor amigo de Luke, que vem querendo saber cada vez mais sobre a Sociedade e acaba morrendo.
O roteiro pode ter sido inspirado em uma sociedade secreta verídica da Universidade de Yale, chamada Skull and Bones.

## Elenco
- Joshua Jackson .... Luke McNamara
- Paul Walker .... Caleb Mandrake
- Hill Harper .... Will Beckford
- Leslie Bibb .... Chloe
- Christopher McDonald .... Martin Lombard
- Steve Harris .... Detetive Sparrow
- William L. Petersen .... Senador Ames Levritt
- Craig T. Nelson .... Juiz Litten Mandrake